# Inula nervosa
Inula nervosa là một loài thực vật có hoa trong họ Cúc. Loài này được Wall. mô tả khoa học đầu tiên.